# Thỏ tai cụp tí hon

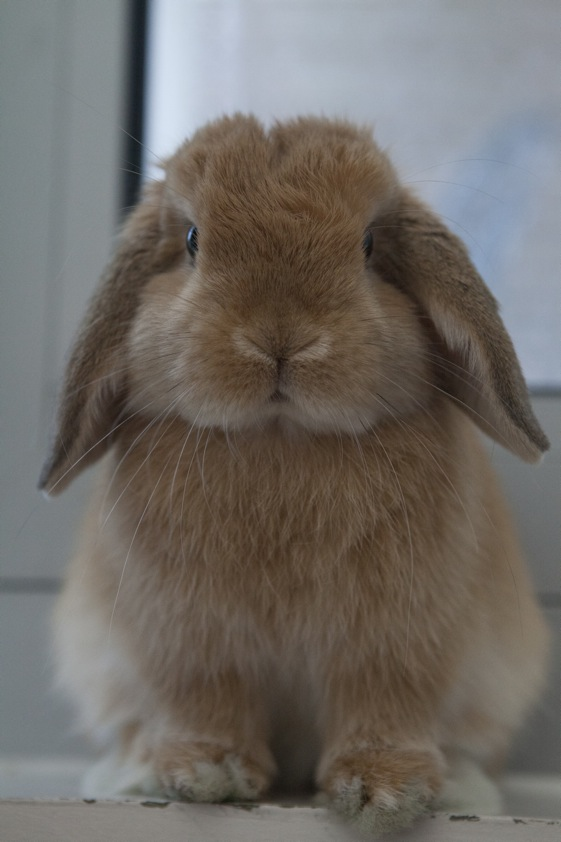
Một con thỏ tai cụp tí hon

Thỏ tai cụp tí hon (Miniature Lop) là một giống thỏ nhà có nguồn gốc từ nước Anh. Đây là một giống thỏ tai cụp nhỏ con, dễ thương và được ưa chuộng để nuôi làm thỏ cưng.

## Đặc điểm
Miniature Lop đã được công nhận bởi Hội đồng Thỏ Anh vào năm 1994, với trọng lượng tối đa là 1,6 kg. Tuy thấp bé nhưng chúng có cơ thể săn chắc và khá nhanh nhẹn, chúng hiền lành và thân thiện. Trọng lượng lý tưởng tối đa đối với con trưởng thành là từ 1,2-1,5 kg (2 lb 10 oz-3 £ 5 oz) trung bình 1.6 kg (3 lb 8 oz), con thỏ non dưới 5 tháng khoảng 3,0 £. Những con cái phát triển to hơn con đực. Tuổi thọ dự kiến của giống thỏ này là từ 7-14 năm, nhưng nó có thể sống đến 18 năm nếu biết chăm sóc đúng cách. Chúng rụng lông khá nhiều.

## Lịch sử
Miniature Lop đã được công nhận bởi Hội đồng thỏ Anh vào năm 1994 (Lop Giống-8), với trọng lượng tối đa là 1,6 kg (£ 3 8oz) Đây là giống thỏ nhỏ nhất trong những giống thỏ tai cụp. Miniature Lop, thường được gọi là Mini Lop tại Anh, tuy nhiên, nó là một giống khác nhau từ Mini Lop Mỹ (thỏ tai cụp cỡ nhỏ). Miniature Lop là tương đương với thỏ tai cụp Hà Lan (Holland Lops), tuy nhiên nó có thể nhỏ hơn so với thỏ tai cụp Hà Lan ở Mỹ.
Lop Miniature ở Anh là một giống thỏ tương đối mới, và nó là hậu duệ của những con thỏ tai cụp Hà Lan đầu tiên, được phát triển tại Hà Lan trong những năm 1970. Một giống thỏ Hà Lan, thỏ Adriann de Cock, cũng như giống thỏ tai cụp Pháp và thỏ lùn Hà Lan cũng là nguyên liệu để nhân giống trong mùa đông năm 1949-1950. Thỏ lùn Hà Lan thì khoảng 2 kg - 2,5 kg đã được thể hiện đầu tiên vào năm 1964, sau đó nó đã được lai tạo để gia giảm kích thước xuống.
Mười năm sau đó, những nhỏ hơn Holland Lops được nhập khẩu vào nước Anh bởi George Scott của Yorkshire qua một số liên lạc viên của Hà Lan. Sau nhiều năm chọn lọc giống giữa các giống thỏ tai cụp nhỏ nhất trong số đó, một giống mới đã được phát triển và họ đặt tên là Miniature Lop.